# Заксен-бай-Ансбах
Заксен-бай-Ансбах (нем. Sachsen bei Ansbach) — община в Германии, в земле Бавария. 
Подчиняется административному округу Средняя Франкония. Входит в состав района Ансбах.  Население составляет 3241 человек (на 31 декабря 2010 года). Занимает площадь 20,95 км².
Община подразделяется на 4 сельских округа.

## Население
По оценке на 31 декабря 2015 года население общины Заксен-бай-Ансбах составляет 3410 чел. 

| Дата      | 1840 | 1871 | 1900 | 1925 | 1939 | 1950 | 1961 | 1970 | 1987 | 2011 |
| --------- | ---- | ---- | ---- | ---- | ---- | ---- | ---- | ---- | ---- | ---- |
| Население | 978  | 1064 | 1079 | 1139 | 1103 | 1542 | 1693 | 2283 | 2985 | 3139 |

| Год       | 1960 | 1970 | 1980 | 1990 | 2000 | 2009 | 2010 | 2011 | 2012 | 2013 | 2014 | 2015 |
| --------- | ---- | ---- | ---- | ---- | ---- | ---- | ---- | ---- | ---- | ---- | ---- | ---- |
| Население | 1673 | 2307 | 2835 | 3065 | 3330 | 3233 | 3241 | 3163 | 3208 | 3275 | 3330 | 3410 |